# Кейт Елизабет Ръсел
Кейт Елизабет Ръсел (на английски: Kate Elizabeth Russell) е американска писателка на произведения жанра социална драма и любовен роман.

## Биография и творчество
Кейт Елизабет Ръсел е родена през 1984 г. в Клифтън, Мейн, САЩ. Баща ѝ е водещ на музикална радиопрограма, а майка и работи в туризма. Завършва гимназия „Джон Бапст“ в Бангър. Получава през 2006 г. бакалавърска степен по творческо писане от Университета на Мейн във Фармингтън, следвана от магистърска степен по творческо писане от Университета на Индиана и докторска степен по творческо писане от Университета на Канзас.
Първият ѝ роман „Моя мрачна Ванеса“, който пише в продължение на години, е издаден през 2020 г. През 2000 г. умната и амбициозна 15-годишна Ванеса Уай, самотна ученичка в интернат, има сексуална връзка с магнетичния учител по литература Джейкъб Стрейн. През 2017 г. Стрейн е обвинен в сексуално насилие от бивша негова ученичка, която се свързва и с Ванеса. Ванеса е изправена пред невъзможен избор – да замълчи или да отхвърли първата си любов, да се изправи пред себе си и истината за връзката им. Ретроспективният роман третира темата на движението #MeToo и неговите социални последици относно оценката на насилствените сексуални връзки, както и правото на индивида на поверителност по отношение на минала травма. Романът става бестселър в списъка на „Ню Йорк Таймс“ и я прави известна. През 2021 г. за романа авторката получава наградата „Дилън Томас“. Преведен е на над тридесет езика по света.
Кейт Елизабет Ръсел живее в Бъркли.

## Произведения

### Самостоятелни романи
- My Dark Vanessa (2020)[1][2]
Моя мрачна Ванеса, изд.: „Анишър“, София (2020), прев. Анелия Янева